# Manège militaire de Seaforth
Le manège militaire de Seaforth (Seaforth Armoury en anglais) est un manège militaire des Forces armées canadiennes situé à Vancouver en Colombie-Britannique au Canada. Il héberge The Seaforth Highlanders of Canada, un régiment d'infanterie de la Première réserve de l'Armée canadienne. Le bâtiment est reconnu comme édifice fédéral du patrimoine. En plus du régiment d'infanterie, le bâtiment héberge également le musée régimentaire des Seaforth Highlanders of Canada ainsi que deux corps de cadets.

## Histoire
À partir de leur création en 1910 jusqu'en 1935, The Seaforth Highlanders of Canada paradaient au manège militaire de la rue Beatty avec The Duke of Connaught's Own Rifles. Au début des années 1930, il a été décidé de construire un manège militaire distinct pour The Seaforth Highlanders of Canada. Les travaux ont commencé en 1935 et la construction s'est terminée l'année suivante. Le manège militaire a ouvert ses portes le 26 août 1936. Le gouverneur général du Canada, John Buchan, était présent pour la première parade des Seaforth Highlanders of Canada dans leur nouveau manège militaire.
En 1997, le manège militaire de Seaforth a été reconnu comme édifice fédéral du patrimoine.

## Annexe